# Тимофей Маякин
Тимофей Константинович Маякин (роден на 21 март 1969 г., Москва, РСФСР, СССР) е руски военен диригент и музикален учител. Началник на Военно-оркестровата служба на Въоръжените сили на Руската федерация – главен военен диригент от август 2016 г., генерал-майор (2018 г.), заслужен артист на Руската федерация, кандидат на философските науки (2010 г.), доцент.

## Биография
Тимофей Константинович Маякин е роден на 21 март 1969 г. в Москва. От детството си се интересува от музика, от 5-годишна възраст учи цигулка в детско музикално училище.
През 1989 г. завършва Московското военно музикално училище. През 1994 г. завършва катедра „Военно дирижиране“ в Московската държавна консерватория „П. И. Чайковски“. През 2001 г. завършва следдипломна квалификация във Военно-дирижиращия факултет на Московската държавна консерватория „П. И. Чайковски“.
Служи във войската като военен диригент на военен оркестър в Далекоизточния военен окръг. От 2002 г. служи в ръководния орган на Военно-оркестровата служба на Въоръжените сили на Руската федерация. През 2009 г. е назначен за заместник-началник на Военно-оркестровата служба на Въоръжените сили на Руската федерация.
През 2010 г. защитава дисертация за степен кандидат на философските науки „Военно-музикална култура на Русия“ (исторически и културен анализ).
През август 2016 г. с Указ на президента на Руската федерация е назначен за началник на Военно-оркестровата служба на Въоръжените сили на Руската федерация – главен военен диригент.
От 2017 г. – диригент на Обединения военен оркестър на военни паради в Деня на победата в Москва и музикален директор на Международния военно-музикален фестивал „Спаската кула“. Артистичен директор на Международния военно-музикален фестивал „Амурски вълни“ в Хабаровск.
От 2023 г. – артистичен директор на Международния фестивал на духовите оркестри „Фанфари в Централна Азия“ в Къзил.
С Указ на президента на Руската федерация № 709 от 12 декември 2018 г. му е присъдено военното звание генерал-майор.
От 2002 г. преподава в Държавния музикален колеж, кръстен на Гнесини, Московска военна консерватория, Военен институт за военни диригенти.
От ноември 2020 г. – доцент на катедра „Оркестрово дирижиране“ в Руската музикална академия „Гнесин“.